# Турно, Карл
Карл (Кароль) Турно (пол. Karol Turno; 1788 — 1860) — польский военачальник, бригадный генерал Ноябрьского восстания, мемуарист.

## Биография

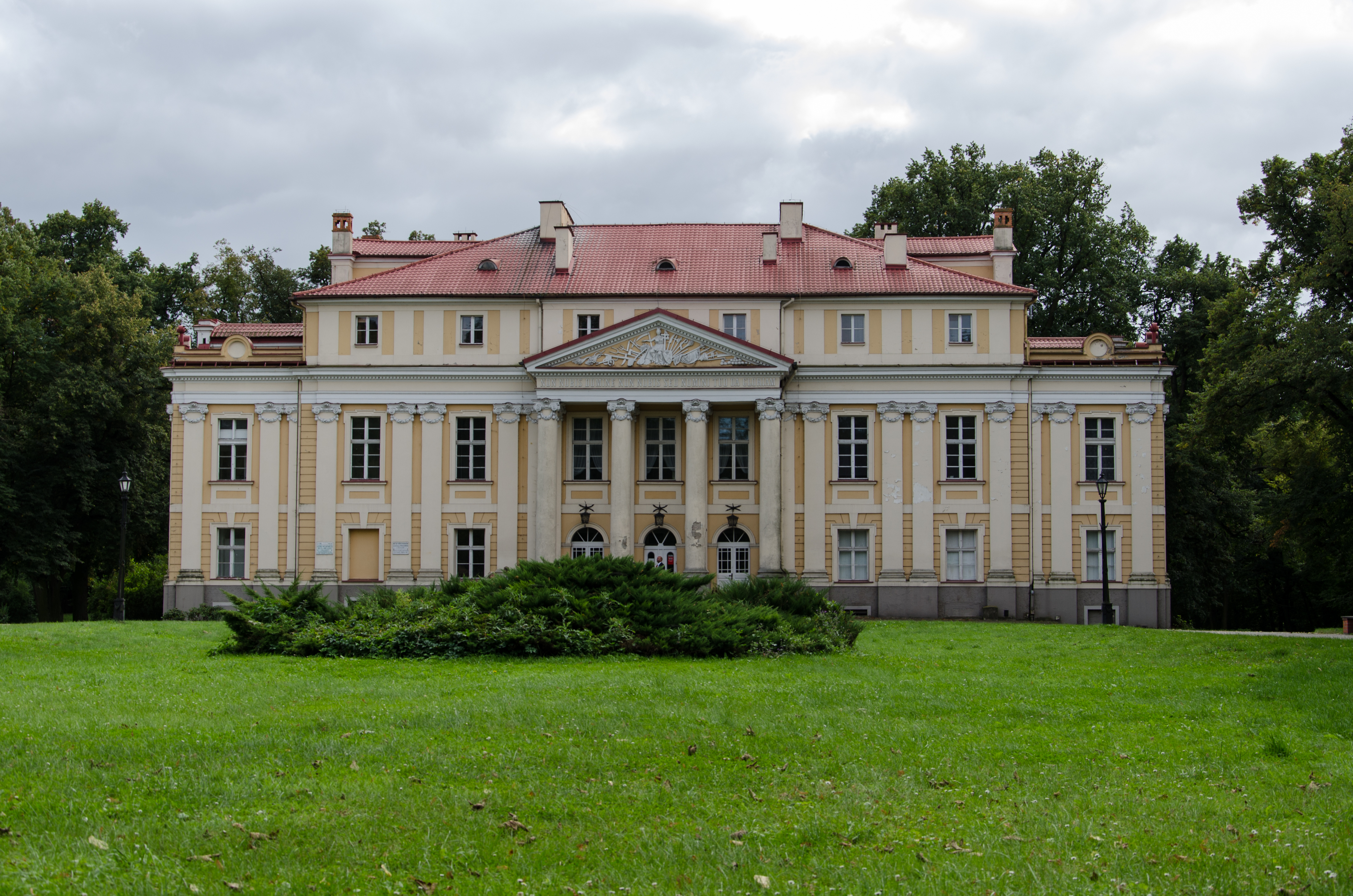
Главное здание усадьбы Турно в окрестностях Позена, где он провёл последние годы жизни.

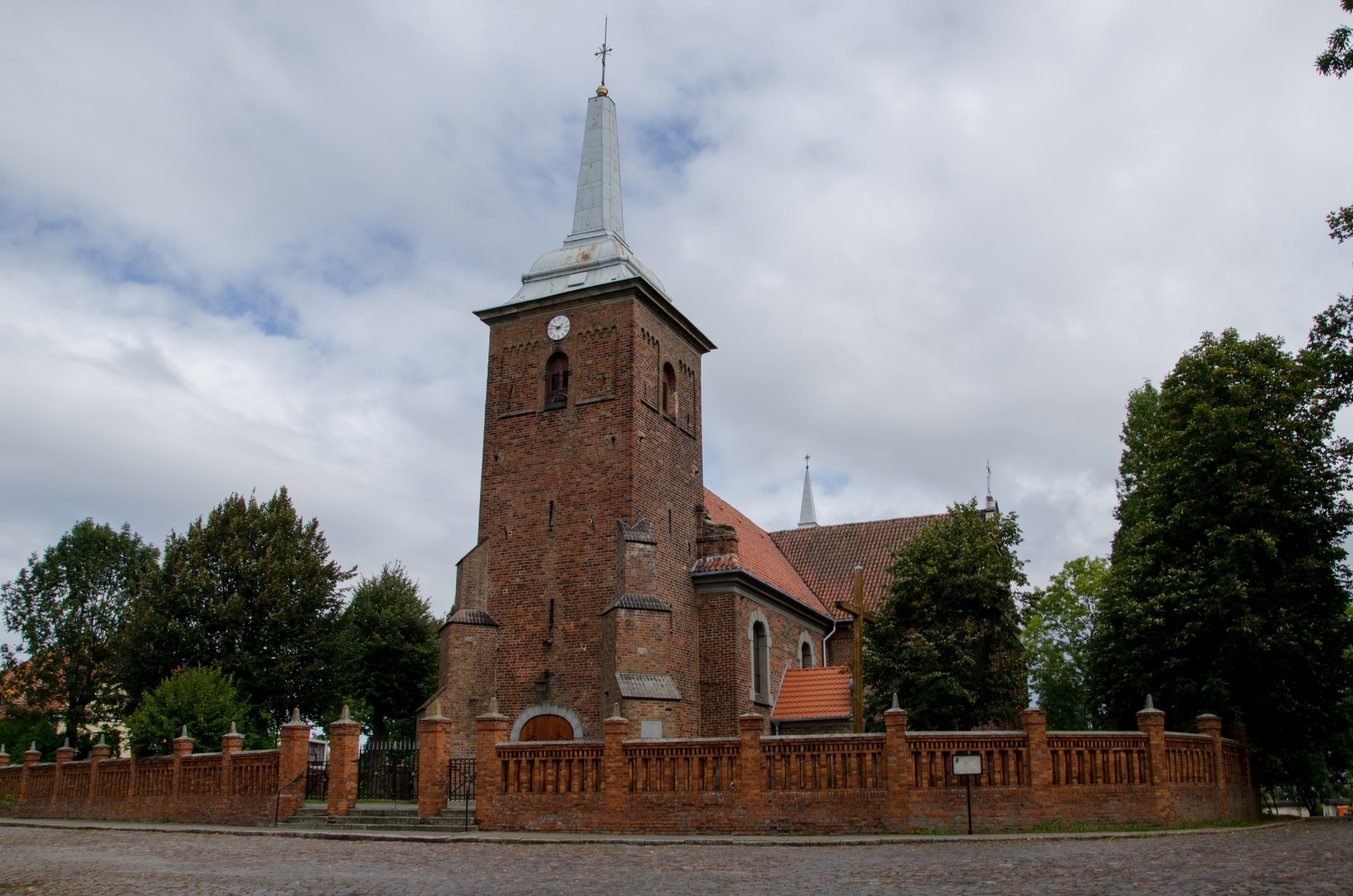
Костёл Святого Варфоломея, в котором находится семейный склеп Турно.

Родился 7 мая 1788 года в Варковицах на Волыни. Окончил Военную академию в Вене. С 1807 года служил в австрийской армии. В 1809 году вступил в армию созданного Наполеоном Герцогства Варшавского, и, в качестве адъютанта генерала Казимира Турно, принял участие в боевых действиях против своих недавних соратников — австрийцев. В 1811 году был повышен в армии Герцогства Варшавского до капитана. Участвовал в походе Наполеона на Россию в 1812 году и боевых действиях в Европе в 1813—1814 годах. 
С 1815 года служил в армии российского Царства Польского, где был произведён в полковники и стал флигель-адъютантом великого князя Константина Павловича.
После начала Ноябрьского восстания, Турно сопровождал великого князя Константина Павловича до восточной границы Царства Польского, где официально сообщил ему, что намерен вернуться в Польшу и примкнуть к восставшим, после чего великий князь его отпустил.
Вернувшись в Варшаву и примкнув к повстанцам, Турно первоначально он занимался реорганизацией и увеличением численности повстанческой кавалерии. В мае 1831 года Турно был назначен командиром кавалерийской бригады, а в июне — кавалерийской дивизии (в звании бригадного генерала). 19 июня 1831 года участвовал в неудачном для повстанцев Будзисском сражении, где русские войска генерала Ф. В. Ридигера разгромили поляков под руководством Янковского. Несмотря на общее поражение, Турно в этом сражении проявил себя хорошо; про него даже говорили, что он «спас честь польской армии». В дальнейшем под Шелковым Турно заставил отступить три казачьих полка.
После капитуляции Варшавы, остался там «по состоянию здоровья». Был выслан в Пермь, но уже в 1833 году получил право возвратиться из ссылки. Поселился сперва в своём имении в Гродненской губернии, а затем — в другом имении в окрестностях Позена на территории Пруссии. Сосредоточился на управлении собственными поместьями, сторонился общественной деятельности.
Скончался в 1860 году в своём позенском имении и был похоронен там же в костёле Святого Варфоломея в родовом склепе Турно. 
Был женат, и, вероятно, имел потомство.
За годы службы в различных армиях, был награждён орденами: Virtuti Militari 4-й степени (Герцогство Варшавское), Почётного легиона (кавалерской степени, Наполеоновская Франция), российским орденом Святой Анны 2-й степени и алмазными знаками к нему, голландским военным орденом Вильгельма 3-степени, знаком Царства Польского за 15 лет беспорочной службы и орденом Святого Станислава 2-й степени в бытность его наградой Царства Польского (1815—1831).

## Литературы
- H.P. Kosk: Generalicja polska, t. 2. Pruszków: Oficyna Wydawnicza «Ajaks», 2001